# Micragyrta ockendeni
Micragyrta ockendeni là một loài bướm đêm thuộc phân họ Arctiinae, họ Erebidae.